# Ґоздовиці
Ґоздовиці (пол. Gozdowice) — село в Польщі, у гміні Мешковиці Грифінського повіту Західнопоморського воєводства.
Населення — 116 осіб (2011).
У 1975-1998 роках село належало до Щецинського воєводства.

## Демографія
Демографічна структура станом на 31 березня 2011 року:
|          | Загалом | Допрацездатний вік | Працездатний вік | Постпрацездатний вік |
| -------- | ------- | ------------------ | ---------------- | -------------------- |
| Чоловіки | 54      | 10                 | 35               | 9                    |
| Жінки    | 62      | 18                 | 31               | 13                   |
| Разом    | 116     | 28                 | 66               | 22                   |